# Łowca (film 1986)
Łowca lub Czerwony smok (org. Manhunter) – amerykański film fabularny (thriller) z 1986 roku w reżyserii Michaela Manna. Scenariusz – również Michaela Manna – oparto na powieści Thomasa Harrisa pt. Czerwony smok, a obraz poprzedza powstały w 1991 r. film Milczenie owiec i kolejne filmy o Hannibalu Lecterze (tu zwanym Hannibalem Lecktorem).

## Obsada aktorska
- William Petersen – Will Graham
- Tom Noonan – Francis Dolarhyde (Zębowa Wróżka)
- Brian Cox – Hannibal Lecter
- Dennis Farina – Jack Crawford
- Stephen Lang – Freddie Lounds
- Joan Allen – Reba McClane
- Kim Greist – Molly Graham

## Fabuła
Główną osią fabuły filmu jest śledztwo prowadzone przez Willa Grahama, agenta FBI, próbującego ująć seryjnego mordercę, Francisa Dolarhyde'a, przez media nazwanego Zębową Wróżką ze względu na nietypowy kształt uzębienia – koronki na siekaczach.
W początkowych ujęciach przedstawiona jest sytuacja widziana oczyma mordercy wkraczającego do mieszkania swych ofiar. Operator kamery przez dłuższy czas zatrzymuje ujęcia na charakterystycznych obiektach, takich jak dziecięca maskotka, czy kobieta przeciągająca się w łóżku. Te sekwencje powtarzają się, gdy Will Graham odwiedza mieszkanie ofiar i próbuje odtworzyć tok działania i myślenia mordercy.
Psychopatę przedstawiono nie tylko jako bezwzględnego mordercę, ale i jako osobę obdarzoną ludzkimi uczuciami i potrzebami, co ukazano wprowadzając wątek romansu zabójcy z niewidomą dziewczyną, dobitnie ukazując ogromną samotność Zębowej Wróżki. Również Will Graham nie jest postacią jednowymiarową, bohaterem wypełniającym bez wahania swoją misję. Na początku odmawia Crawfordowi proszącemu go o włączenie się w śledztwo, bowiem poprzednie śledztwo uwieńczone schwytaniem Hannibala Lecktera przypłacił ciężkim załamaniem nerwowym i nieomal utratą życia z rąk Lecktera. W miarę rozwoju akcji możemy obserwować, jak zmniejsza się dystans między umysłem Willa a sposobem myślenia Zębowej Wróżki (Graham początkowo opisuje poczynania mordercy w trzeciej osobie, jednak podczas ostatniej wizyty w mieszkaniu ofiar robi to już w pierwszej osobie).
Hannibal Lecter (powieściowy Lecter) pojawia się w filmie dwukrotnie, po raz pierwszy, gdy Will odwiedza go w szpitalu psychiatrycznym, w którym Lecter jest więziony. Podczas tej wizyty podsyca obawy Grahama związane ze stanem jego umysłu, Will boi się bowiem, że skoro z taką łatwością potrafi śledzić tok myślenia zabójców, jest do nich podobny. Po raz drugi Lecter pojawia się gdy dzwoniąc do sekretarki dr. Blooma kłamstwem wydobywa od niej adres agenta, który potem przekazuje Zębowej Wróżce.

## Charakterystyka
Jeden z pierwszych filmów Michaela Manna, charakteryzujący się psychodelicznym nastrojem, budowanym przez przejaskrawione ujęcia w scenach retrospekcji oraz przez ścieżkę dźwiękową.
Zarówno Grahama jak i jego przeciwnika przedstawiono jako normalnych ludzi w różnych sytuacjach społecznych. Zębowa Wróżka właściwie rezygnuje z dokonania morderstwa na wybranej przez siebie rodzinie pod wpływem znajomości z poznaną dziewczyną, choć skutkiem paranoidalnych urojeń w końcu próbuje ją zabić. (Zębowa Wróżka, zanim zostanie unieszkodliwiony przez Grahama, opuszcza narzędzie zbrodni i pochyla głowę, co można byłoby interpretować jako rezygnację z podjętej próby zabójstwa.) Will Graham kilkakrotnie natomiast przedstawiony jest jako troskliwy mąż oraz ojciec, tłumaczący swemu synowi, co wydarzyło się z nim po tym, jak został napadnięty przez Hannibala.
Ciekawym motywem często pojawiającym się w filmie jest wzrok i ludzkie oko. Ujęcia kamery na twarz są często bliższe, bardziej eksponujące oczy. Psychopata, jak tłumaczy to Grahamowi Hannibal Lecter, przede wszystkim posługuje się wzrokiem i, według niego, lubi oglądać krew na swym ciele w pełni księżyca, dlatego zabija właśnie w tym czasie. Sam psychopata zresztą przed dokonaniem zabójstwa ogląda amatorskie filmy, które ofiary przynoszą do obróbki w firmie, w której morderca pracuje. Will Graham dzięki uporczywemu antycypowaniu potencjalnych motywów jakimi mógł się kierować Zębowa Wróżka, czy narzędzi jakimi mógł się posługiwać, wkrótce odkrywa ten fakt.